# Белорусский фронт
Белору́сский фро́нт — оперативное объединение Красной армии (РККА) ВС СССР в годы Великой Отечественной войны.

## Первое формирование

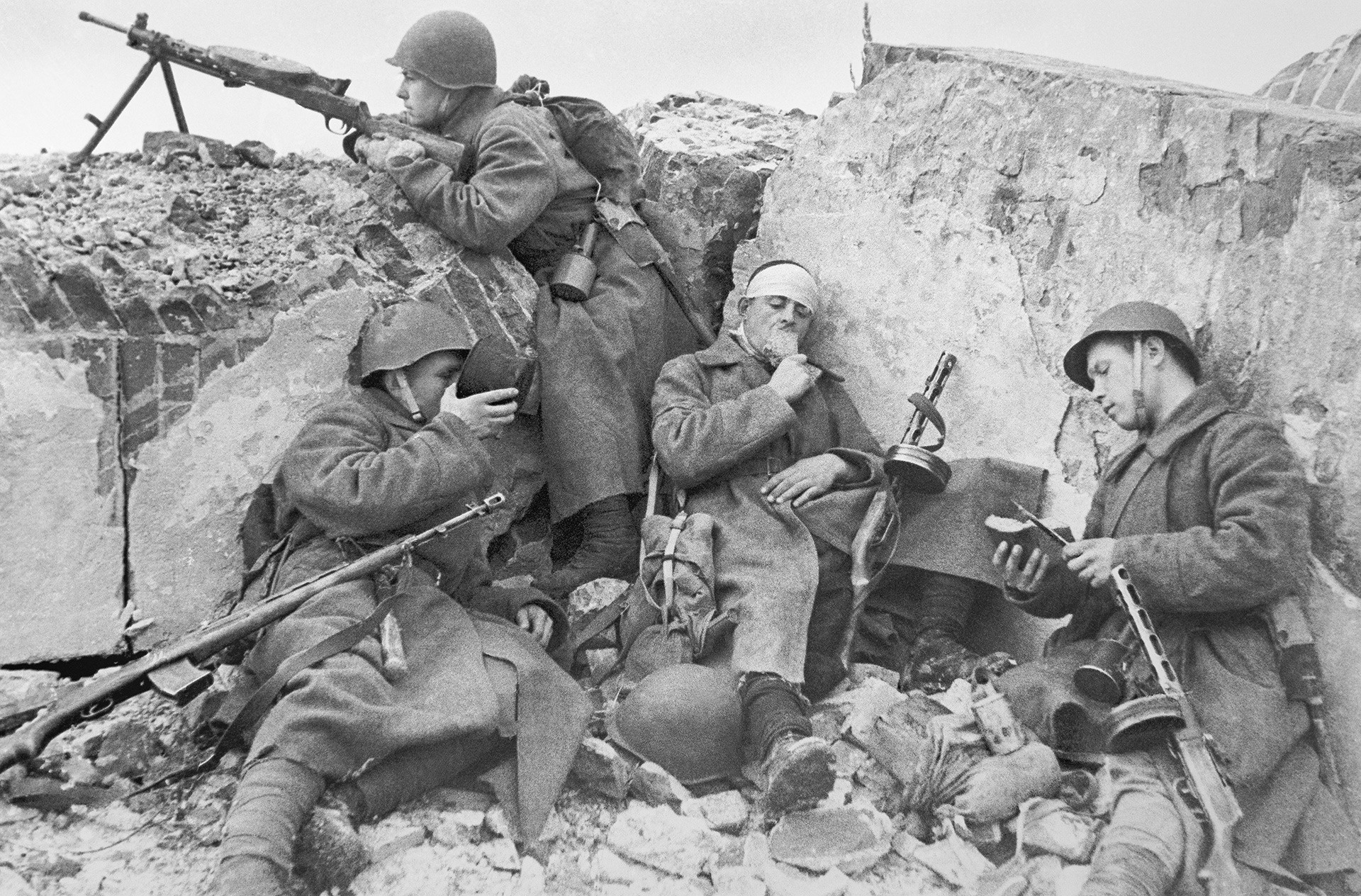
Солдаты Белорусского фронта отдыхают после боя во время Великой Отечественной войны, 1 апреля 1944 года.

Фронт образован на западном направлении 20 октября 1943 года на основании директивы Ставки ВГК путём переименования Центрального фронта. В состав фронта вошли 3-я, 48-я, 50-я, 61-я, 63-я, 65-я армии и 16-я воздушная армия. В дальнейшем в состав фронта входили также 10-я (с 21 февраля 1944 года) и 11-я (с 23 октября) армии.
За время существования фронта его войска успешно провели Гомельско-Речицкую операцию и Калинковичско-Мозырскую операцию.
Зимой 1943/44 года на фронте проводился неудачный опыт по реорганизации стрелковых полков (ликвидация батальонного звена).
24 февраля 1944 года на основании директивы Ставки ВГК фронт упразднён путём переименования в 1-й Белорусский фронт первого формирования.

## Второе формирование
Фронт образован 5 апреля 1944 года на основании директивы Ставки ВГК путём переименования 1-го Белорусского фронта первого формирования. В состав фронта вошли 3-я, 47-я, 48-я, 61-я, 69-я, 70-я армии, 16-я воздушная армия и Днепровская военная флотилия.
Уже 16 апреля 1944 года на основании директивы Ставки ВГК фронт переименован в 1-й Белорусский фронт второго формирования.

## Командование

### Командующий
- Генерал армии Рокоссовский Константин Константинович (20 октября 1943 — 24 февраля 1944, 5 — 16 апреля 1944).

### Член Военного совета
- Генерал-майор интендантской службы Стахурский Михаил Михайлович (20 октября 1943 — 24 февраля 1944, 5 — 16 апреля 1944);
- Генерал-лейтенант Телегин Константин Фёдорович (20 октября 1943 — 24 февраля 1944, 5 — 16 апреля 1944).

### Начальник политического управления
- Генерал-майор Галаджев Сергей Фёдорович (20 октября 1943 — 24 февраля 1944, 5 — 16 апреля 1944).

### Начальник штаба
- Генерал-полковник Малинин Михаил Сергеевич (20 октября 1943 — 24 февраля 1944, 5 — 16 апреля 1944).

### Начальник оперативного отдела
- Генерал-майор Бойков Иван Иванович (20 октября 1943 — 24 февраля 1944, 5 — 16 апреля 1944).

### Командующий БТ и МВ
- Генерал-майор танковых войск, с 5 ноября 1943 — Генерал-лейтенант танковых войск Орёл Григорий Николаевич (20 октября 1943 — 24 февраля 1944, 5 — 16 апреля 1944).

### Командующий артиллерией
- Генерал-полковник артиллерии Казаков Василий Иванович (20 октября 1943 — 24 февраля 1944, 5 — 16 апреля 1944).

### Начальник инженерных войск
- Генерал-майор инженерных войск, с 29 октября 1943 — Генерал-лейтенант инженерных войск Прошляков Алексей Иванович (20 октября 1943 — 24 февраля 1944, 5 — 16 апреля 1944).